# Agboville
Agboville (ca. 225.000 ab. nel 2004) è una città della Costa d'Avorio situata nel distretto di Lagunes ed è capoluogo della regione di Agnéby-Tiassa.
Posta nella parte meridionale del Paese, a nord dell'ex capitale Abidjan, dista da quest'ultima circa 80 km.
Agboville è sede di numerose industrie di lavorazione ed estrattive, legate allo sfruttamento delle risorse presenti in quella regione: tra di esse legname, cacao, caffè e oro.
Per la città passa la ferrovia Abidjan-Niger.
L'etnìa ivi predominante è l'Abé, appartenente al più grande gruppo Akan, a sua volta originaria dell'Ashanti (oggi Ghana).
Città a vocazione agricola, vide nel 1944 la nascita del Sindacato Agricolo Africano a opera del locale Partito Democratico, di ispirazione liberal-socialista.

## Dati amministrativi e demografici
Agboville ha una popolazione stimata di circa 225.000 abitanti (dato del 2004) che, a fronte di una superficie di circa 4.160 km², danno una densità di circa 54 ab/km².
Dopo l'indipendenza della Costa d'Avorio dalla Francia (1961) la città divenne sottoprefettura, per poi diventare  prefettura nel 1968; in seguito, nel 1980, Agboville divenne comune e i suoi cittadini ne elessero il primo sindaco, Léonard Offomou Yapo.
Attualmente conta cinque sottoprefetture, istituite tra il 1975 e il 1997.
A livello nazionale, il territorio della prefettura è un collegio elettorale che esprime un membro al parlamento, attualmente occupato da un esponente del Fronte Popolare Ivoriano.